# Hadjira Oumouri
Hadjira Oumouri (née le 8 mars 1969 à Foumbouni) est une femme politique et sage-femme comorienne. Elle siège de 2015 à 2020 à l'Assemblée de l'union des Comores.

## Jeunesse et études
Hadjira Oumouri est née en 1969 à Foumbouni, une ville de l'île de Grande Comore aux Comores,. Son père, Mze Oumouri Wa Moindze, est un éminent spécialiste de l'histoire de la Grande Comore.
Après avoir terminé ses études secondaires, Oumouri suit une formation de sage-femme à Moroni et à Maurice,.

## Carrière

### Santé et droits des femmes
Oumouri est recrutée en 1995 pour travailler dans la planification familiale pour le Fonds des Nations unies pour la population de la région de Mbadjini de Grande Comore, et devient directrice de l'ONG ASCOBEF de 2001 à 2014.
Elle est également impliquée dans les droits des femmes, notamment à travers le Réseau National Femmes et Développement. Elle a également fondé l'association Femmes en Mouvement dans la région de Mbadjini,.

### Politique
L'ancienne sage-femme s'implique plus directement dans la politique locale dans sa commune, Itsahidi, en voulant représenter les femmes dans une scène politique nationale dominée par les hommes. Elle est maire de la commune de 2012 à 2014.
Après sept ans au sein du parti RIDJA (Rassemblement pour une Initiative de Développement avec une Jeunesse Avertie), elle rejoint le Rassemblement démocratique des Comores (RDC) avant les élections législatives comoriennes de 2015,,.
En tant que membre du RDC, elle se présente pour représenter Itsahidi à l'Assemblée de l'union des Comores en 2015. Elle est l'une des deux membres de son parti qui est élue lors de ces élections, avec 64,91% des voix dans sa circonscription. Oumouri est la seule femme de la législature.
Pendant son mandat à l'Assemblée, Oumouri se bat pour une participation accrue des femmes à la politique, en adoptant des lois établissant des quotas pour les fonctionnaires nommés et élus. Elle travaille également à faire adopter des lois sur le harcèlement sexuel et s'opposant à la violence à l'égard des femmes,,,.
En tant que membre de la Plateforme Femme Politique Océan Indien (PFPOI), une organisation de femmes politiques de la région de l'océan Indien, elle travaille avec des homologues à Madagascar et à Maurice.
En devenant l'une des rares femmes politiques éminentes de son pays, Oumouri a déclaré : « A vrai dire, ce n'était pas facile. Vous savez que les hommes aiment que l'on travaille tous ensemble, mais prendre leur place c'est difficile. Ils ne cèdent pas leurs places, c'est pourquoi il faut aller les chercher et les arracher. ».
En 2019, après que Oumouri ait voté en faveur de la «loi d'habilitation», qui a donné au président Azali Assoumani des pouvoirs élargis, elle est exclue de son parti d'opposition RDC,,. Elle ne se représente pas aux élections législatives comoriennes de 2020, et Abdou-Rahim Mistoihi de la Convention pour le renouveau des Comores lui succède pour représenter Itsahidi,.